# Proshizonotus camilli
Proshizonotus camilli är en stekelart som först beskrevs av Girault 1925.  Proshizonotus camilli ingår i släktet Proshizonotus och familjen puppglanssteklar. Inga underarter finns listade i Catalogue of Life.